# Kosmos 2288
Kosmos 2288, ruski navigacijski satelit iz programa Kosmos. Vrste je GLONASS (Glonass br. 770. Uragan br. 70L).
Lansiran je 11. kolovoza 1994. godine u 15:27 s kozmodroma Bajkonura (Tjuratama) u Kazahstanu. Lansiran je u srednje visoku orbitu oko planeta Zemlje raketom nosačem Proton-K/DM-2 8K72K. Orbita mu je 19.091 km u perigeju i 19.168 km u apogeju. Orbitna inklinacija mu je 64,83°. Spacetrackov kataloški broj je 23204. COSPARova oznaka je 1994-050-B. Zemlju obilazi u 675,61 minuta. Pri lansiranju bio je mase 1400 kg. 

## Vanjske poveznice
- N2YO.com Search Satellite Database
- Celes Trak SATCAT Format Documentation (engl.)
- Kunstman  Arhivirana inačica izvorne stranice od 12. kolovoza 2019. (Wayback Machine) Satellites in Orbit (engl.)